# قصفة (جنس)
قَصِفَة أو بَرِيْزَة أو إبريزة جنس نباتات عشبية من النجيليات، منتشرة في جميع الأصقاع العالمية المعتدلة الحرارة في أوراسيا وشمال إفريقية وبعض الجزر في المحيط الأطلسي.

الأنواع 
- قصفة كبيرة: البحر الأبيض المتوسط، الأزور، ماديرا، جزر الكناري ؛ متجنس في أجزاء من آسيا وإفريقية وأستراليا والأمريكتين وبعض الجزر المحيطية
- قصفة أنيقة: أوروبا وآسيا وشمال إفريقيا وجزر الأزور وجزر الكناري ؛ متجنس في نيوزيلندا وأجزاء من أمريكا الشمالية
- قصفة صغيرة: من جزر الأزور + جزر الكناري إلى إيران ؛ متجنس في أجزاء من آسيا وإفريقيا وأستراليا والأمريكتين وبعض الجزر المحيطية